# 穆伦古-杜莫鲁
穆伦古-杜莫鲁是巴西巴伊亚州的一个市镇。总面积517.598平方公里，总人口16124人，人口密度31.2人/平方公里。